# Zihlkanal
Der Zihlkanal (französisch Canal de la Thielle) ist die etwa 8,5 km lange Wasserverbindung zwischen dem Neuenburger- und dem Bielersee. Er entstand im 19. Jahrhundert als künstlicher Durchstich und ersetzte das natürliche Flussbett der Zihl, von dem einzelne Abschnitte als Altwasser erhalten sind.

## Geografie
Der Zihlkanal bildet, wie zuvor der im gleichen Gebiet zwischen den grossen Juraseen liegende Fluss, den mittleren Teil des Zihllaufes. An den Kanal grenzen auf der rechten Seite die Gebiete der zwei Berner Gemeinden Gampelen und Gals und auf der linken Seite die Neuenburger Gemeinden La Tène, Cornaux, Cressier und Le Landeron. Das Gewässer liegt auf der Sprachgrenze zwischen der Deutschschweiz und der Romandie.
Der Mortruz und der Ruhat sind indirekte Zuflüsse von links in den Kanal; sie münden in den Altarm La Vieille Thielle, die mit dem Zihlkanal an einer kleinen Stelle verbunden ist. Auf der rechten Seite münden der Islerenkanal, ein Hauptentwässerungskanal aus dem Grossen Moos, und der Kanal aus dem Grissemoos von Gals in den Kanal.
Das national geschützte Auengebiet Seewald-Fanel befindet sich auf der rechten Flussseite beim Beginn des Kanals am Neuenburgersee.

## Zuflüsse
- Zuflüsse des Zihlkanals

## Geschichte
Der Zihlkanal wurde als Element der ersten Juragewässerkorrektion zusammen mit dem Broyekanal, der den Murtensee mit dem Neuenburgersee verbindet, und dem Nidau-Büren-Kanal gebaut. 1891 waren die Kanäle fertiggestellt, und dank der besseren Entwässerung konnte ein vorher häufig überflutetes, sumpfiges Gebiet im Seeland kultiviert werden. Bei der zweiten Juragewässerkorrektion im 20. Jahrhundert wurde das Profil des Kanals vergrössert.
Der Kanal ist zwischen 70 und 90 m breit. Seine Ufer sind mit regelmässigem Blockwurf gesichert. An beiden Seen sind die Kanaleinfahrten mit langen Dämmen als Wellenbrecher geschützt.
- Vier grosse Kanäle (rot):
1: Zihlkanal
2: Broyekanal
3: Hagneckkanal
4: Nidau-Büren-Kanal
Entwässerungskanäle (violett)

Vier grosse Kanäle (rot): 1: Zihlkanal 2: Broyekanal 3: Hagneckkanal 4: Nidau-Büren-Kanal Entwässerungskanäle (violett)
Zihlkanal von der Zihlbrücke aufwärts, Fotografie von Leo Wehrli (1938)
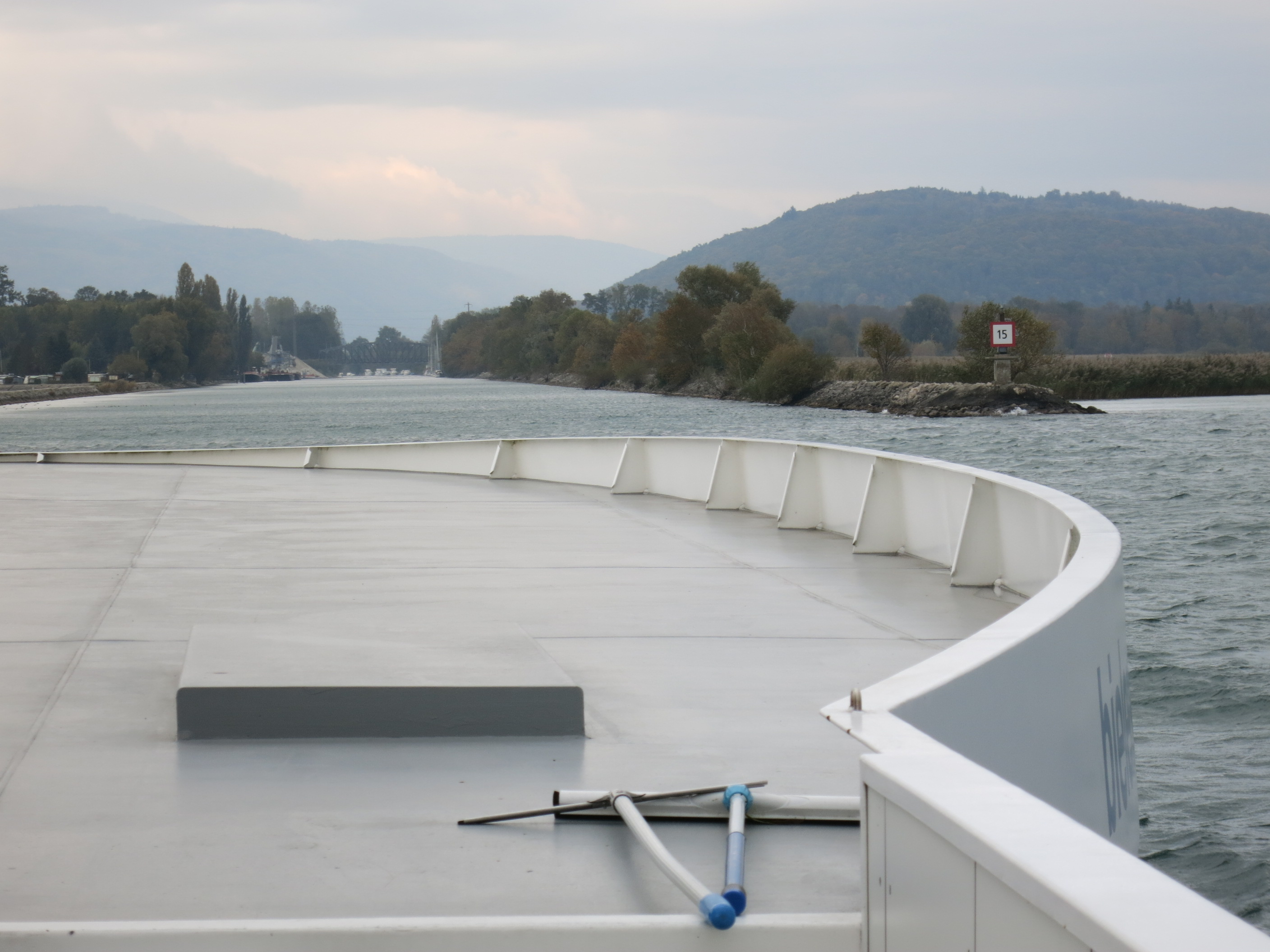
Kursschiff bei der Einfahrt aus dem Neuenburgersee in den Zihlkanal
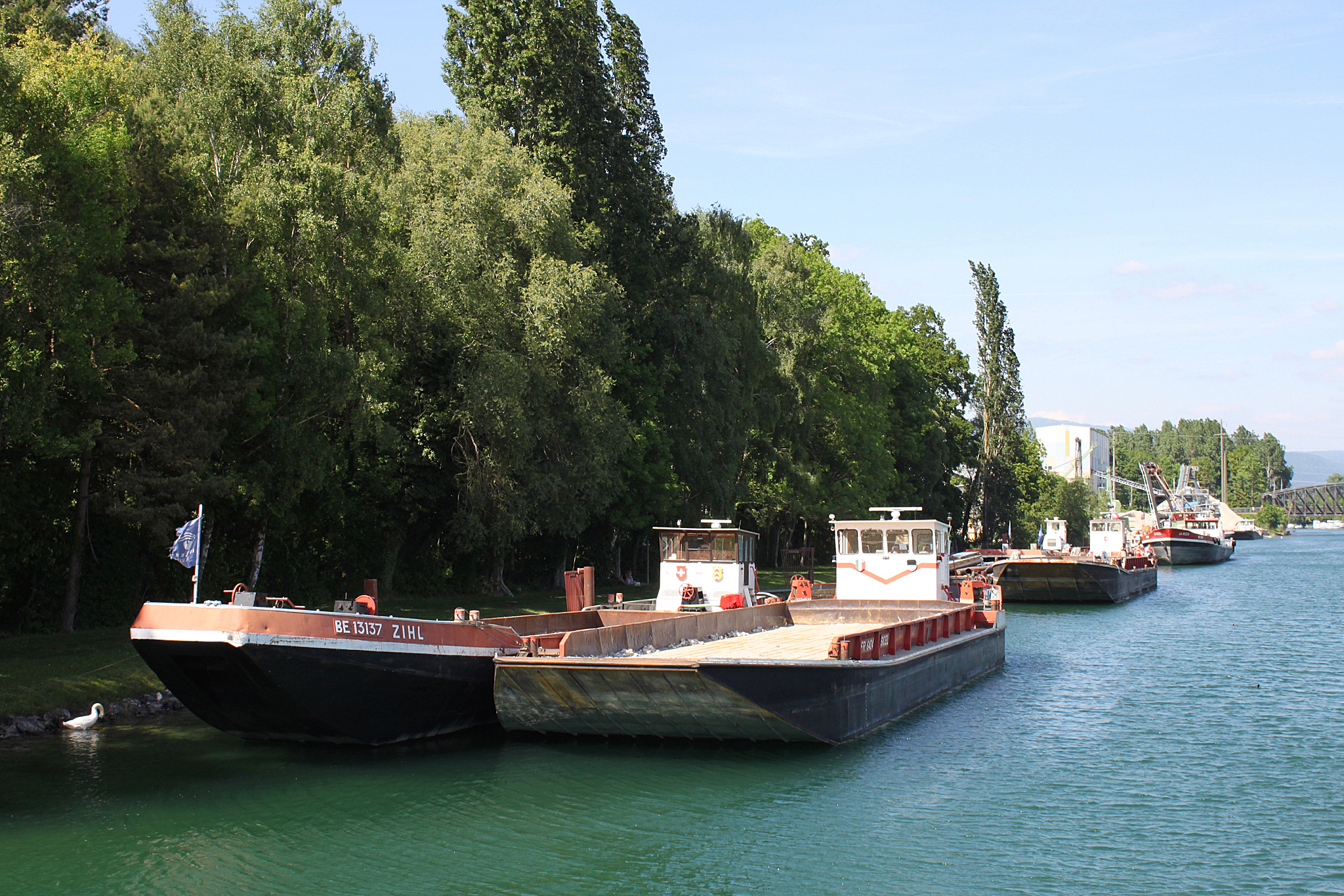
Ledischiffe am Ufer des Zihlkanals
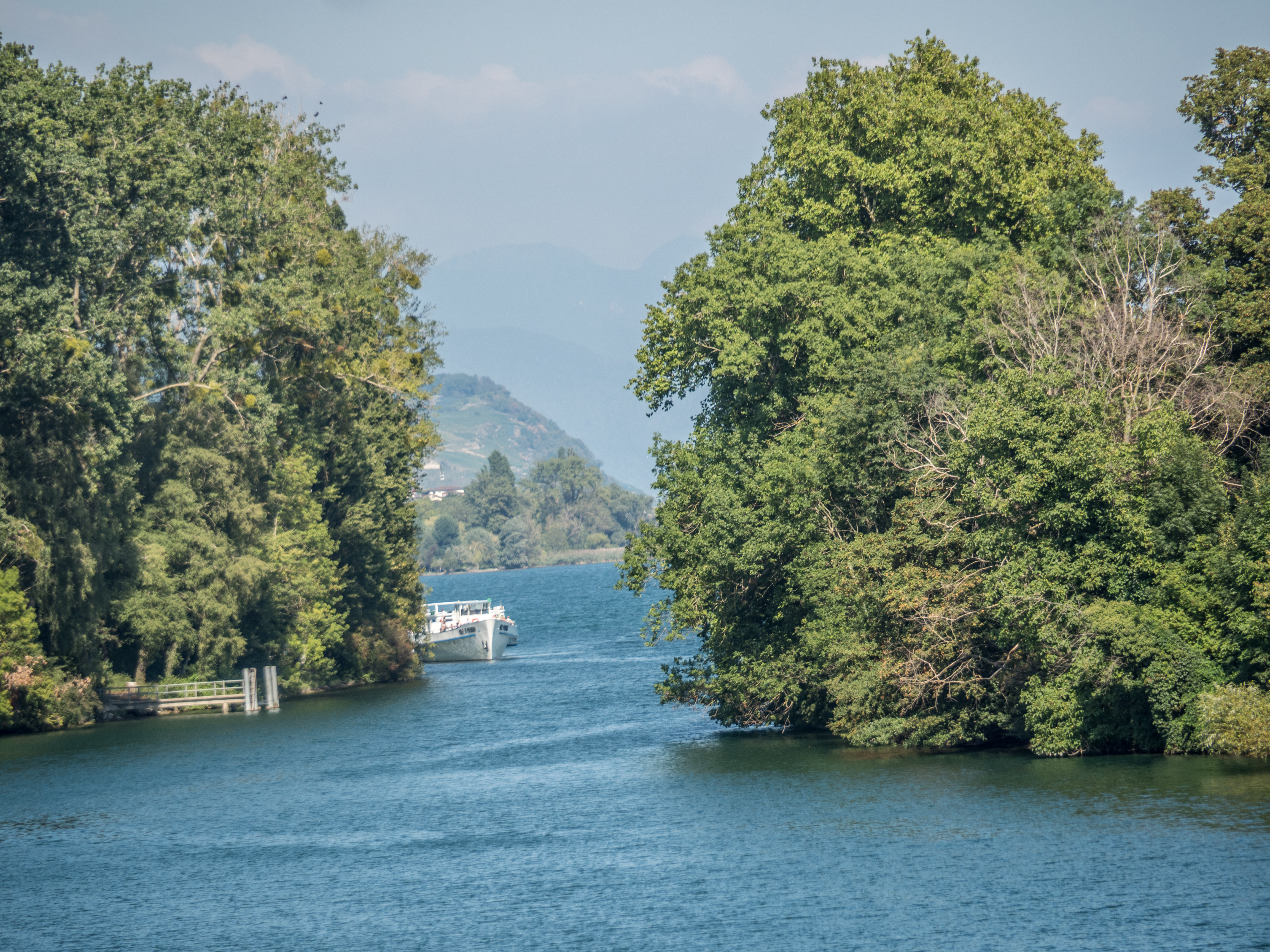
Mündung des Zihlkanals in den Bielersee

## Hydrodynamik
Normalerweise fliesst das Wasser gemäss den topografischen Verhältnissen im westlichen Teil des Flusssystems der Aare durch den Zihlkanal vom Neuenburgersee, der ständig von zahlreichen Zuflüssen wie der Areuse, dem Oberlauf der Zihl und der Broye gespeist wird, in den Bielersee ab. Während starken Hochwassern der Aare oder auch der Emme steuert der Kanton Bern mit dem Regulierwehr Port den Abfluss aus dem Bielersee, und das steigende Wasser kann dann aus diesem in der umgekehrten Richtung zum Neuenburgersee fliessen, der als Ausgleichsbecken dient. Dieser Fall trat zum Beispiel während des Hochwassers in Westeuropa 2021 ein. Die Oberfläche der beiden Seen und des Kanals liegt ungefähr auf der gleichen Höhe über dem Meeresspiegel von 429 m ü. M. Die Seen funktionieren als riesige, durch den Zihlkanal verbundene kommunizierende Gefässe und können den Wasserabfluss der Aare wirkungsvoll ausgleichen. Im Zihlkanal, der kein eigentliches Sohlgefälle hat, kann somit je nach Abflussrichtung eine Strömung in die eine oder andere Richtung auftreten.

## Verkehr

### Brücken

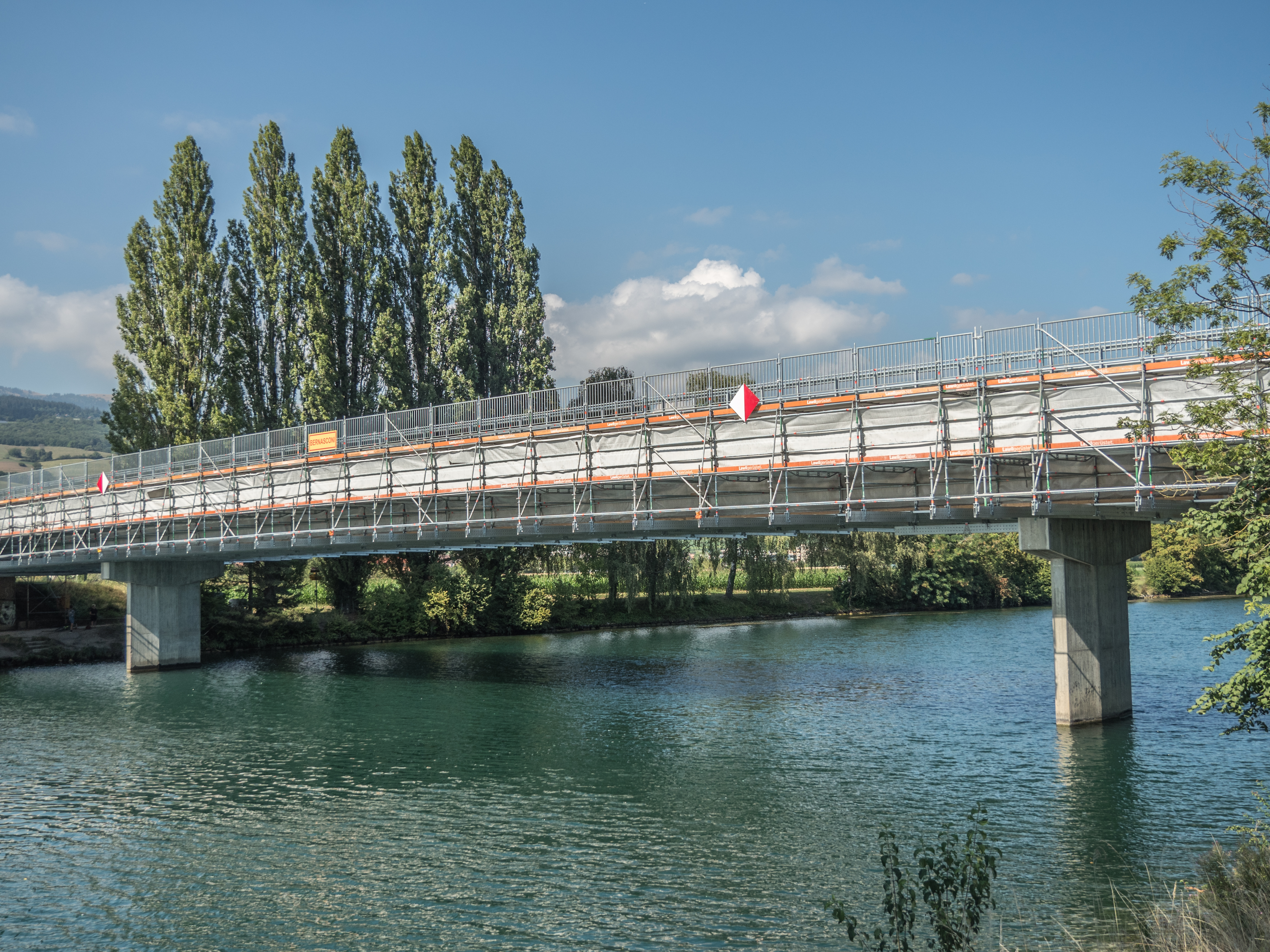
Zihlkanalbrücke (Pont de St-Jean) bei St. Johannsen, dem eh. Kloster Erlach

Drei Brücken überqueren den Fluss: die Eisenbahnbrücke der Bahnstrecke Bern–Neuenburg mit Fussgängersteg bei der Bahnstation Zihlbrücke, die Brücke der Autostrasse A20 und zugleich Hauptstrasse 10 bei der Ortschaft Zihlbrücke und dem regional bekannten Dancing Pont de Thielle sowie die Strassenbrücke bei der Strafanstalt St. Johannsen im eh. Kloster Erlach. Flussübergänge über die Zihl gab es seit der Antike. An der historischen Zihlbrücke (Pont-de-Thielle) bei Gals, die an einem durch den Kanalbau abgeschnittenen Altarm der Zihl liegt, bestand eine wichtige Zollstation. Daneben steht das Schloss Zihlbrücke.

### Schifffahrt
Durch den Zihlkanal verkehren Kursschiffe der Bielersee-Schifffahrts-Gesellschaft und der Société de navigation sur les lacs de Neuchâtel et Morat: Sie können die drei Anlegestellen bei La Tène, Thielle und Le Landeron anfahren.
Bei Cornaux liegt ein Industriehafen des Zementwerks der Juracime S.A.

#### Schiffländen
Orte mit Schifflände der Personenschifffahrt:
| Name                    | Lage                                  | ⊙                                          | Bild | Anmerkungen |
| ----------------------- | ------------------------------------- | ------------------------------------------ | ---- | ----------- |
| La Tène                 | Epagnier: La Tène, bei Neuenburgersee | !507.0230925547.0048765 47.004876 7.023092 | 2015 |             |
| Thielle-Wavre           | Thielle, Thielle-Wavre                | !507.0331195547.0197095 47.019709 7.033119 | BW   |             |
| Le Landeron débarcadère | Le Landeron, bei Mündung in Bielersee | !507.0762175547.0512105 47.05121 7.076217  | 2015 |             |